# Lista de vice-governadores do Maranhão
Esta é uma lista de vice-governadores do estado do Maranhão no pós-Estado Novo.
| Ordem | Lista de vice-governadores do Maranhão | Início de seu mandato | Fim de seu mandato     | Cidade onde nasceu | Unidade federativa | Notas de rodapé       | Referências          |
| 01    | Saturnino Bello                        | 22 de outubro de 1947 | 16 de janeiro de 1951  | São Luís           | Maranhão           | [ nota 1 ]            | [ 1 ] [ 2 ]          |
| 02    | Renato Bayma Archer da Silva           | 31 de janeiro de 1951 | 31 de janeiro de 1956  | São Luís           | Maranhão           | [ nota 2 ]            | [ 3 ]                |
| 03    | Alexandre Alves Costa                  | 9 de julho de 1957    | 31 de janeiro de 1961  | Caxias             | Maranhão           | [ nota 2 ] [ nota 3 ] | [ 4 ] [ 5 ]          |
| 04    | Alfredo Salim Duailibe                 | 31 de janeiro de 1961 | 31 de janeiro de 1966  | São Luís           | Maranhão           | [ nota 2 ]            | [ 6 ] [ 7 ]          |
| 05    | Antônio Jorge Dino                     | 31 de janeiro de 1966 | 14 de maio de 1970     | Cururupu           | Maranhão           | [ nota 4 ] [ nota 5 ] | [ 8 ] [ 9 ]          |
| 06    | Alexandre Sá Colares Moreira           | 15 de março de 1971   | 15 de março de 1975    |                    |                    | [ nota 6 ]            |                      |
| 07    | José Duailibe Murad                    | 15 de março de 1975   | 15 de março de 1979    | Codó               | Maranhão           | [ nota 7 ]            | [ 10 ] [ 11 ]        |
| 08    | Artur Teixeira de Carvalho             | 15 de março de 1979   | 29 de janeiro de 1982  |                    |                    | [ nota 8 ]            |                      |
| 09    | João Rodolfo Ribeiro Gonçalves         | 15 de março de 1983   | 15 de março de 1987    | Timon              | Maranhão           |                       | [ 12 ]               |
| 10    | João Alberto Souza                     | 15 de março de 1987   | 2 de abril de 1990     | São Vicente Ferrer | Maranhão           | [ nota 5 ]            | [ 13 ] [ 14 ]        |
| 11    | José de Ribamar Fiquene                | 15 de março de 1991   | 2 de abril de 1994     | Itapecuru-Mirim    | Maranhão           | [ nota 5 ]            | [ 15 ]               |
| 12    | José Reinaldo Carneiro Tavares         | 1º de janeiro de 1995 | 1º de janeiro de 1999  | São Luís           | Maranhão           |                       | [ 16 ]               |
| 12    | José Reinaldo Carneiro Tavares         | 1º de janeiro de 1999 | 5 de abril de 2002     | São Luís           | Maranhão           | [ nota 5 ] [ nota 9 ] | [ 16 ]               |
| 13    | Jurandir Ferro do Lago Filho           | 1º de janeiro de 2003 | 1º de janeiro de 2007  | Bacabal            | Maranhão           |                       |                      |
| 14    | Luís Carlos Porto                      | 1º de janeiro de 2007 | 16 de abril de 2009    | Imperatriz         | Maranhão           |                       | [ 17 ]               |
| 15    | João Alberto Souza                     | 17 de abril de 2009   | 1º de janeiro de 2011  | São Vicente Ferrer | Maranhão           | [ 13 ] [ 14 ]         | [ 18 ] [ 13 ] [ 14 ] |
| 16    | Joaquim Washington Luiz de Oliveira    | 1º de janeiro de 2011 | 29 de novembro de 2013 | Várzea Alegre      | Ceará              | [ nota 10 ]           | [ 19 ] [ 20 ]        |
| 17    | Carlos Orleans Brandão Júnior          | 1º de janeiro de 2015 | 1º de janeiro de 2019  | Colinas            | Maranhão           |                       | [ 21 ]               |
| 17    | Carlos Orleans Brandão Júnior          | 1º de janeiro de 2019 | 2 de abril de 2022     | Colinas            | Maranhão           | [ nota 11 ]           | [ 21 ] [ 22 ]        |
| 18    | Felipe Costa Camarão                   | 1º de janeiro de 2023 | em exercício           | Rio de Janeiro     | Rio de Janeiro     |                       | [ 23 ] [ 24 ] [ 25 ] |

Legenda
| Cor           | Significado                                                                                 |
| Verde         | Mandatários eleitos por votação direta ou indireta (por escolha da Assembleia Legislativa). |
| Amarelo       | Mandatários eleitos indiretamente segundo as regras do Regime Militar de 1964.              |
| Azul turquesa | Vice-governador empossado após decisão do Tribunal Superior Eleitoral.                      |